# Жінка в Берліні
Жінка в Берліні (нім. Eine Frau in Berlin) — автобіографічна книга німецької журналістки Марти Гіллерс (1911—2001), в якій вона описує події від 20 квітня до 22 червня 1945 року в Берліні, особливо масові зґвалтування німкень солдатами Червоної армії.

## Історія
1954 року з'явилося перше англійське анонімне видання книжки, яке було опубліковане в США і привернуло до себе велику увагу. Невдовзі книжка була видана нідерландською, італійською, данською, шведською, іспанською та японською мовами. Врешті 1959 року книжка вийшла анонімно і в Німеччині, але не мала жодного розголосу. Після цього авторка вирішила не публікувати нові видання книжки за свого життя.
Саме тому книжка «Жінка в Берліні» була перевидана в Німеччині лише 2003 року, через два роки після смерті авторки. Книжка привернула до себе величезну суспільну увагу в країні та загалом на Заході. Протягом 19 тижнів книжка займала найвищі місця в німецькому списку бестселерів журналу «Шпіґель». Того ж 2003 року з'ясувалося, що її авторкою є німецька журналістка Марта Гіллерс.

## Зміст
Впродовж восьми тижнів, з 20 квітня по 22 червня 1945 року, 34-літня берлінська журналістка, залишившись із невеликою групою сусідів у багатоквартирному будинку без їжі, електрики, газу й води, провадила щоденні записи свого досвіду виживання у плюндрованому Червоною Армією місті. 

## Переклади українською
- Анонім. Жінка в Берліні / Переклад з німецької Роксоляни Свято. — Київ: Видавничий дім «Комора», 2019—304 с. ISBN 978—617–7286–48–5